# Crewe Alexandra Football Club 2018-2019
Questa voce raccoglie le informazioni riguardanti il Crewe Alexandra Football Club nelle competizioni ufficiali della stagione 2018-2019.

## Rosa
| N. |                        | Ruolo | Calciatore            |
| -- | ---------------------- | ----- | --------------------- |
| 1  | Inghilterra (bandiera) | P     | Ben Garratt           |
| 26 | Finlandia (bandiera)   | P     | William Jääskeläinen  |
| 13 | Galles (bandiera)      | P     | Dave Richards         |
| 3  | Inghilterra (bandiera) | D     | Harry Pickering       |
| 29 | Inghilterra (bandiera) | D     | Nicky Hunt            |
| 23 | Inghilterra (bandiera) | D     | Travis Johnson        |
| 2  | Inghilterra (bandiera) | D     | Perry Ng              |
| 12 | Irlanda (bandiera)     | D     | Eddie Nolan           |
| 5  | Inghilterra (bandiera) | D     | George Ray            |
| 6  | Inghilterra (bandiera) | D     | Michael Raynes        |
| 25 | Galles (bandiera)      | D     | Billy Sass-Davies     |
| 31 | Scozia (bandiera)      | D     | Aaron Taylor-Sinclair |
| 14 | Inghilterra (bandiera) | C     | Callum Ainley         |
| 21 | Inghilterra (bandiera) | C     | Oliver Finney         |

| N. |                        | Ruolo | Calciatore      |
| -- | ---------------------- | ----- | --------------- |
| 30 | Irlanda (bandiera)     | C     | Paul Green      |
| 8  | Scozia (bandiera)      | C     | James Jones     |
| 20 | Inghilterra (bandiera) | C     | Charlie Kirk    |
| 16 | Inghilterra (bandiera) | C     | Tom Lowery      |
| 22 | Inghilterra (bandiera) | C     | Josh Lundstram  |
| 28 | Inghilterra (bandiera) | C     | Luke Offord     |
| 18 | Inghilterra (bandiera) | C     | Harry Pickering |
| 15 | Inghilterra (bandiera) | C     | Ryan Wintle     |
| 10 | Inghilterra (bandiera) | A     | Jordan Bowery   |
| 19 | Inghilterra (bandiera) | A     | Owen Dale       |
| 32 | Inghilterra (bandiera) | A     | Shaun Miller    |
| 14 | Inghilterra (bandiera) | A     | Alex Nicholls   |
| 7  | Inghilterra (bandiera) | A     | Chris Porter    |
| 24 | Inghilterra (bandiera) | A     | Lewis Reilly    |

## Organigramma societario
Area tecnica
- Allenatore: David Artell
- Allenatore in seconda:
- Preparatore dei portieri:
- Preparatori atletici:

## Risultati

### League Two

#### Girone di andata
| Arbitro: | Young |

|                                                     |           |  |
| Kirk 6’ Nicholls 10’, 63’ Jones 72’, 90’ Porter 87’ | Marcatori |  |

| Arbitro: | Huxtable |

|           |           |  |
| Amond 33’ | Marcatori |  |

| Crewe 18 agosto 2018, ore 15:00 WEST 3ª giornata | Crewe Alexandra | 0 – 0 referto | MK Dons | Alexandra Stadium (3 505 spett.)\| Arbitro: \| Lewis \| |
| Arbitro:                                         | Lewis           |               |         |                                                         |

| Arbitro: | Hair |

|                                                              |           |  |
| Kent 4’ Dickenson 8’, 26’ Jackson 59’ Norris 74’ Lapslie 77’ | Marcatori |  |

| Arbitro: | Stockbridge |

|             |           |  |
| Nadesan 69’ | Marcatori |  |

| Arbitro: | Boyeson |

|                          |           |  |
| Kirk 17’ Bowery 40’, 68’ | Marcatori |  |

| Cheltenham 15 settembre 2018, ore 15:00 WEST 8ª giornata | Cheltenham Town | 0 – 0 referto | Crewe Alexandra | Jonny-Rocks Stadium (2 921 spett.)\| Arbitro: \| Huxtable \| |
| Arbitro:                                                 | Huxtable        |               |                 |                                                              |

| Arbitro: | Drysdale |

|  |           |           |
|  | Marcatori | 75’ Legge |

| Arbitro: | Woolmer |

|                      |           |            |
| Milsom 5’ Hewitt 61’ | Marcatori | 14’ Bowery |

| Arbitro: | Toner |

|          |           |  |
| Kirk 30’ | Marcatori |  |

| Arbitro: | Marsden |

|          |           |  |
| Pett 58’ | Marcatori |  |

| Arbitro: | Salisbury |

|          |           |             |
| Kirk 37’ | Marcatori | 54’ Maynard |

| Arbitro: | Hicks |

|  |           |            |
|  | Marcatori | 61’ Bowery |

| Arbitro: | Johnson |

|            |           |            |
| Fisher 25’ | Marcatori | 14’ Bowery |

| Arbitro: | Wright |

|                       |           |  |
| Whelan 70’ Miller 77’ | Marcatori |  |

| Arbitro: | Sarginson |

|  |           |                           |
|  | Marcatori | 8’, 35’ Elšnik 61’ Walker |

| Arbitro: | Oldham |

|                         |           |  |
| Williams 19’ Powell 81’ | Marcatori |  |

| Arbitro: | Boyeson |

|                          |           |                       |
| Ainley 20’, 51’ Kirk 67’ | Marcatori | 36’ Norwood 83’ Banks |

| Arbitro: | Collins |

|                                          |           |  |
| Payne 15’ (rig.) McNerney 81’ Bulman 90’ | Marcatori |  |

| Arbitro: | Nield |

|                       |           |  |
| Ainley 34’ Miller 86’ | Marcatori |  |

| Arbitro: | Huxtable |

|  |           |                        |
|  | Marcatori | 17’ Clarke 40’ O'Grady |

| Arbitro: | Hicks |

|            |           |  |
| Martin 42’ | Marcatori |  |

| Arbitro: | Donohue |

|           |           |  |
| Mills 45’ | Marcatori |  |

#### Girone di ritorno
| Arbitro: | Sarginson |

|                      |           |              |
| Porter 47’ Jones 72’ | Marcatori | 90’ Anderson |

| Arbitro: | Backhouse |

|                   |           |  |
| Porter 21’ (rig.) | Marcatori |  |

| Arbitro: | Stockbridge |

|                                   |           |           |
| Lavery 50’ O’Shea 58’ (rig.), 76’ | Marcatori | 3’ Porter |

| Arbitro: | Boyeson |

|                       |           |                             |
| Tutte 63’ Ellison 84’ | Marcatori | 27’ Jones 90’ (rig.) Porter |

| Arbitro: | Kinseley |

|                                         |           |                       |
| Bowery 34’ Porter 88’ (rig.) Ainley 90’ | Marcatori | 65’ Semenyo 76’ Amond |

| Arbitro: | Haines |

|  |           |          |
|  | Marcatori | 32’ Kirk |

| Arbitro: | Wright |

|                    |           |              |
| Kirk 48’ Nolan 87’ | Marcatori | 11’ Szmodics |

| Arbitro: | Eltringham |

|                                 |           |                                     |
| Wilson 15’ Cameron 74’ Cole 90’ | Marcatori | 3’ Bowery 32’ (rig.) Porter 90’ Ray |

| Arbitro: | Marsden |

|                      |           |            |
| Porter 3’ Miller 73’ | Marcatori | 29’ Miller |

| Arbitro: | Salisbury |

|          |           |         |
| Lang 23’ | Marcatori | 90’ Ray |

| Arbitro: | Whitestone |

|            |           |                   |
| Porter 48’ | Marcatori | 7’ Taylor 66’ Jay |

| Arbitro: | Collins |

|  |           |                        |
|  | Marcatori | 28’ Powell 32’ O'Toole |

| Arbitro: | Coy |

|             |           |  |
| Norwood 72’ | Marcatori |  |

| Cambridge 12 marzo 2019, ore 19:45 WET 37ª giornata | Cambridge Utd | 0 – 0 referto | Crewe Alexandra | Abbey Stadium (3 448 spett.)\| Arbitro: \| Breakspear \| |
| Arbitro:                                            | Breakspear    |               |                 |                                                          |

| Arbitro: | Stockbridge |

|                                                                       |           |                   |
| Bowery 36’ Dallison 38’ (aut.) Porter 42’ Green 43’ Kirk 47’ Dale 83’ | Marcatori | 13’ (rig.) Palmer |

| Arbitro: | Bramall |

|            |           |                 |
| Pearce 90’ | Marcatori | 71’, 84’ Ainley |

| Arbitro: | Kettle |

|                     |           |                                  |
| Taylor-Sinclair 34’ | Marcatori | 45’ Dawson 74’ Waters 83’ Varney |

| Arbitro: | Davies |

|          |           |  |
| Pope 78’ | Marcatori |  |

| Arbitro: | Donohue |

|                                          |           |  |
| Taylor-Sinclair 31’ Wintle 77’ Jones 83’ | Marcatori |  |

| Arbitro: | Ilderton |

|                    |           |  |
| Kirk 4’ Lowery 65’ | Marcatori |  |

| Arbitro: | Collins |

|                    |           |                |
| Doughty 63’ (rig.) | Marcatori | 3’, 45’ Porter |

| Arbitro: | Salisbury |

|                                           |           |                                 |
| Porter 19’ Mills 63’ (aut.) Kirk 87’, 89’ | Marcatori | 36’ Brown 47’ Mondal 52’ Doidge |

| Arbitro: | Hicks |

|                       |           |  |
| Davis 26’ Grayson 34’ | Marcatori |  |

### FA Cup
| Arbitro: | Swabey |

|  |           |            |
|  | Marcatori | 90’ Devitt |

### Coppa di Lega
| Arbitro: | Kettle |

|                                    |                      |                                 |
| Wintle 32’                         | Marcatori            | 52’ Holt                        |
| Jones Nicholls Reilly Pickering Ng | Tiri di rigore 3 – 4 | Madden Long Holt Biggins Hunter |

## Statistiche

### Statistiche di squadra
| Competizione  | Punti | In casa | In casa | In casa | In casa | In casa | In casa | In trasferta | In trasferta | In trasferta | In trasferta | In trasferta | In trasferta | Totale | Totale | Totale | Totale | Totale | Totale | DR |
| Competizione  | Punti | G       | V       | N       | P       | Gf      | Gs      | G            | V            | N            | P            | Gf           | Gs           | G      | V      | N      | P      | Gf     | Gs     | DR |
| ------------- | ----- | ------- | ------- | ------- | ------- | ------- | ------- | ------------ | ------------ | ------------ | ------------ | ------------ | ------------ | ------ | ------ | ------ | ------ | ------ | ------ | -- |
| League Two    | 65    | 23      | 15      | 2       | 6       | 45      | 25      | 23           | 4            | 6            | 13           | 15           | 34           | 46     | 19     | 8      | 19     | 60     | 59     | +1 |
| FA Cup        | -     | 1       | 0       | 0       | 1       | 0       | 1       | 0            | 0            | 0            | 0            | 0            | 0            | 1      | 0      | 0      | 1      | 0      | 1      | -1 |
| Coppa di Lega | -     | 1       | 0       | 1       | 0       | 1       | 1       | 0            | 0            | 0            | 0            | 0            | 0            | 1      | 0      | 1      | 0      | 1      | 1      | 0  |
| Totale        | -     | 25      | 15      | 3       | 7       | 46      | 27      | 23           | 4            | 6            | 13           | 15           | 34           | 48     | 19     | 9      | 20     | 61     | 61     | 0  |

### Andamento in campionato
| Giornata  | 1 | 2 | 3  | 4  | 5  | 6  | 7  | 8  | 9  | 10 | 11 | 12 | 13 | 14 | 15 | 16 | 17 | 18 | 19 | 20 | 21 | 22 | 23 | 24 | 25 | 26 | 27 | 28 | 29 | 30 | 31 | 32 | 33 | 34 | 35 | 36 | 37 | 38 | 39 | 40 | 41 | 42 | 43 | 44 | 45 | 46 |
| --------- | - | - | -- | -- | -- | -- | -- | -- | -- | -- | -- | -- | -- | -- | -- | -- | -- | -- | -- | -- | -- | -- | -- | -- | -- | -- | -- | -- | -- | -- | -- | -- | -- | -- | -- | -- | -- | -- | -- | -- | -- | -- | -- | -- | -- | -- |
| Luogo     | C | T | C  | T  | T  | C  | T  | C  | T  | C  | T  | C  | T  | T  | C  | C  | T  | C  | T  | C  | C  | T  | T  | C  | C  | T  | T  | C  | T  | C  | T  | C  | T  | C  | C  | T  | T  | C  | T  | C  | T  | C  | C  | T  | C  | T  |
| Risultato | V | P | N  | P  | P  | V  | N  | P  | P  | V  | P  | N  | V  | N  | V  | P  | P  | V  | P  | V  | P  | P  | P  | V  | V  | P  | N  | V  | V  | V  | N  | V  | N  | P  | P  | P  | N  | V  | V  | P  | P  | V  | V  | V  | V  | P  |
| Posizione | 1 | 9 | 10 | 16 | 18 | 14 | 17 | 17 | 17 | 18 | 17 | 18 | 19 | 17 | 17 | 17 | 18 | 15 | 16 | 15 | 17 | 17 | 18 | 17 | 15 | 16 | 18 | 15 | 14 | 13 | 11 | 14 | 15 | 15 | 15 | 16 | 15 | 15 | 13 | 14 | 15 | 14 | 14 | 13 | 12 | 12 |

Legenda:

Luogo: C = Casa; T = Trasferta. Risultato: V = Vittoria; N = Pareggio; P = Sconfitta.

### Statistiche dei giocatori
| Giocatore          | League Two | League Two | League Two  | League Two | FA Cup   | FA Cup | FA Cup      | FA Cup     | Coppa di Lega | Coppa di Lega | Coppa di Lega | Coppa di Lega | Totale   | Totale | Totale      | Totale     |
| Giocatore          | Presenze   | Reti       | Ammonizioni | Espulsioni | Presenze | Reti   | Ammonizioni | Espulsioni | Presenze      | Reti          | Ammonizioni   | Espulsioni    | Presenze | Reti   | Ammonizioni | Espulsioni |
| ------------------ | ---------- | ---------- | ----------- | ---------- | -------- | ------ | ----------- | ---------- | ------------- | ------------- | ------------- | ------------- | -------- | ------ | ----------- | ---------- |
| B. Garratt         | 38         | 0          | 2           | 0          | 1        | 0      | 0           | 0          | -             | -             | -             | -             | 39       | 0      | 2           | 0          |
| W. Jääskeläinen    | 4          | 0          | 0           | 0          | -        | -      | -           | -          | -             | -             | -             | -             | 4        | 0      | 0           | 0          |
| D. Richards        | 4          | 0          | 0           | 0          | -        | -      | -           | -          | 1             | 0             | 0             | 0             | 5        | 0      | 0           | 0          |
| N. Hunt            | 22         | 0          | 4           | 0          | 1        | 0      | 1           | 0          | 1             | 0             | 0             | 0             | 24       | 0      | 5           | 0          |
| T. Johnson         | -          | -          | -           | -          | -        | -      | -           | -          | -             | -             | -             | -             | -        | -      | -           | -          |
| P. Ng              | 44         | 0          | 10          | 0          | 1        | 0      | 0           | 0          | 1             | 0             | 0             | 0             | 46       | 0      | 10          | 0          |
| E. Nolan           | 33         | 1          | 1           | 0          | 1        | 0      | 1           | 0          | 1             | 0             | 0             | 0             | 35       | 1      | 2           | 0          |
| G. Ray             | 32         | 2          | 11          | 1          | 1        | 0      | 0           | 0          | -             | -             | -             | -             | 33       | 2      | 11          | 1          |
| M. Raynes          | 5          | 0          | 0           | 0          | -        | -      | -           | -          | -             | -             | -             | -             | 5        | 0      | 0           | 0          |
| B. Sass-Davies     | 2          | 0          | 1           | 0          | -        | -      | -           | -          | -             | -             | -             | -             | 2        | 0      | 1           | 0          |
| A. Taylor-Sinclair | 8          | 2          | 1           | 0          | -        | -      | -           | -          | -             | -             | -             | -             | 8        | 2      | 1           | 0          |
| C. Ainley          | 43         | 6          | 3           | 0          | 1        | 0      | 0           | 0          | 1             | 0             | 0             | 0             | 45       | 6      | 3           | 0          |
| O. Finney          | 17         | 0          | 0           | 0          | 1        | 0      | 0           | 0          | -             | -             | -             | -             | 18       | 0      | 0           | 0          |
| P. Green           | 26         | 1          | 4           | 0          | -        | -      | -           | -          | -             | -             | -             | -             | 26       | 1      | 4           | 0          |
| J. Jones           | 38         | 5          | 7           | 0          | -        | -      | -           | -          | 1             | 0             | 0             | 0             | 39       | 5      | 7           | 0          |
| C. Kirk            | 42         | 11         | 6           | 0          | 1        | 0      | 0           | 0          | 1             | 0             | 0             | 0             | 44       | 11     | 6           | 0          |
| T. Lowery          | 15         | 1          | 1           | 0          | -        | -      | -           | -          | 1             | 0             | 0             | 0             | 16       | 1      | 1           | 0          |
| J. Lundstram       | -          | -          | -           | -          | -        | -      | -           | -          | -             | -             | -             | -             | -        | -      | -           | -          |
| L. Offord          | -          | -          | -           | -          | -        | -      | -           | -          | -             | -             | -             | -             | -        | -      | -           | -          |
| H. Pickering       | 32         | 0          | 2           | 0          | 1        | 0      | 0           | 0          | 1             | 0             | 0             | 0             | 34       | 0      | 2           | 0          |
| R. Wintle          | 46         | 1          | 4           | 0          | -        | -      | -           | -          | 1             | 1             | 0             | 0             | 47       | 2      | 4           | 0          |
| J. Bowery          | 44         | 8          | 0           | 0          | 1        | 0      | 0           | 0          | 1             | 0             | 0             | 0             | 46       | 8      | 0           | 0          |
| O. Dale            | 16         | 1          | 1           | 0          | -        | -      | -           | -          | -             | -             | -             | -             | 16       | 1      | 1           | 0          |
| S. Miller          | 29         | 3          | 3           | 0          | 1        | 0      | 0           | 0          | -             | -             | -             | -             | 30       | 3      | 3           | 0          |
| A. Nicholls        | 21         | 2          | 2           | 0          | 1        | 0      | 0           | 0          | 1             | 0             | 0             | 0             | 23       | 2      | 2           | 0          |
| C. Porter          | 40         | 13         | 2           | 0          | 1        | 0      | 0           | 0          | -             | -             | -             | -             | 41       | 13     | 2           | 0          |
| L. Reilly          | 3          | 0          | 0           | 0          | -        | -      | -           | -          | 1             | 0             | 0             | 0             | 4        | 0      | 0           | 0          |
| K. O'Connor        | 6          | 0          | 1           | 0          | 1        | 0      | 0           | 0          | -             | -             | -             | -             | 7        | 0      | 1           | 0          |
| J. Sterry          | 1          | 0          | 0           | 0          | -        | -      | -           | -          | -             | -             | -             | -             | 1        | 0      | 0           | 0          |
| B. Walker          | 1          | 0          | 0           | 0          | -        | -      | -           | -          | -             | -             | -             | -             | 1        | 0      | 0           | 0          |
| C. Whelan          | 16         | 1          | 1           | 0          | -        | -      | -           | -          | -             | -             | -             | -             | 16       | 1      | 1           | 0          |